# Пам'ятний знак жертвам Чорнобильської катастрофи (Рівне)
Пам'ятний знак жертвам Чорнобильської катастрофи — момунент, встановлений у невеличкому сквері на розі вулиць Симона Петлюри та Гетьмана Мазепи, неподалік від центру міста Рівне.
26 квітня 1986 р сталася аварія четвертого енергоблоку Чорнобильської автономної електростанції. У подоланні наслідків катастрофи активну участь брали близько 2 тисяч рівнян. В пам'ять про їхній подвиг по боротьбі з результатами цієї техногенної аварії та усіх тих, хто став жертвами Чорнобильської трагедії встановлено пам’ятник.

## Опис
На невисокому постаменті круглої форми встановлено пам’ятний знак у вигляді стилізованого дзвону – символу пам’яті – з хрестом угорі. Композиція витримана в чорно-білих тонах, які символізують чорну трагедію Чорнобиля на білому тлі життя.

Біля підніжжя, в центрі, розміщена пам’ятна плита з написом:
```
               
«Жертвам Чорнобильської катастрофи.

                     «І мертвим, і живим, і ненародженим...»
```

Виготовленням пам'ятника займався Рівненський спецкомбінат комунально-побутового обслуговування, а покриття спеціальною штукатуркою здійснила одна з будівельних фірм міста.
Урочисте відкриття пам'ятного знака відбулося 26 квітня 2001 р. і було приурочене 15-й річниці з дня Чорнобильської трагедії.

## Охорона і стан
Розпорядженням голови обласної державної адміністрації № 292 від 27 травня 2002 р. пам'ятку взято на державний облік.
У квітні 2019 року голова правління міської громадської організації «Рівненські ветерани-чорнобильці» Микола Гайбонюк звернувся до місцевої влади з приводу ремонту пам'ятки. Він пояснив, що за 18 років з часу встановлення пам’ятника він почав виглядати жалюгідно: Основа пам’ятника розповзається і опускається. Плитка, якою обкладено, в багатьох місцях пообвалювалася. Що стосується пілонів (їх чотири). Вони виконані з бетону і зверху покриті мармуровою крихтою. В деяких місцях те оздоблення повідвалювалося шматками.
Начальник міського управління капітального будівництва Сергій Кушнір поінформував, що за дорученням міського голови, вони вивчали це питання. І на виготовлення проектно-кошторисної документації реконструкції пам’ятника потрібно десь 100 тисяч гривень, а на заміну пам’ятника з благоустроєм – не менше 1 мільйона гривень. Жодного рішення прийнято не було.